# Austroagallia arrhenonigra
Austroagallia arrhenonigra är en insektsart som beskrevs av Chandrasekhara A. Viraktamath 1972. Austroagallia arrhenonigra ingår i släktet Austroagallia och familjen dvärgstritar. Inga underarter finns listade i Catalogue of Life.